# Maniero di Beaucé
Il maniero di Beaucé è un edificio costruito nel XIV o XV secolo e più volte ristrutturato e ampliato da allora. È situato nel comune di Solesmes nel dipartimento della Sarthe, sulle rive del fiume omonimo. È iscritto nell'inventario generale dei beni culturali dal 1990. Il maniero e gli edifici annessi (cappella, colombaia, canile, scuderie) sono circondati da una tenuta di 12 ettari ( 120.000 m2).

## Storia

### Proprietà di François Fillon
Dal 1993 è di proprietà del politico François Fillon e di sua moglie Penelope. Ha avuto una copertura mediatica durante la campagna per le primarie di destra e di centro del 2016 e poi durante l'affare Fillon nel febbraio 2017. Il 3 marzo 2017 è stata effettuata una perquisizione da parte degli inquirenti dell'Office central de lutte contre la corruption et les infractions financières et fiscales, per accertare l'entità del patrimonio immobiliare di François Fillon.